# Nr 31 Elementary Flying Training School

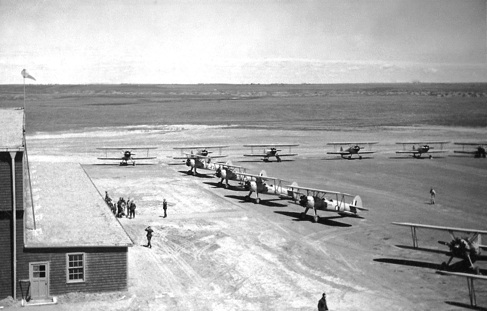
Boeing Stearman PT-27 op De Winton, 1941

De Nr 31 Elementary Flying Training School  (EFTD) was een Canadese school voor luchtmachtpersoneel tijdens de Tweede Wereldoorlog. De school bestond van 16 oktober 1941 tot 25 augustus 1944, bevond zich in De Winton (Alberta) en werd later hergebruikt als vliegveld. Nu is het een museum.

## Geschiedenis
Al voor de Tweede Wereldoorlog was het in Canada duidelijk dat er een grote behoefte zou zijn aan luchtmachtpersoneel. Het British Commonweath Air Training Plan werd opgezet en in Canada werden 107 scholen opgericht. De Elementary Flying School, waarvan er ongeveer 30 waren, was bestemd voor toekomstige vliegeniers en de Elementary Flying Training School was voor opleidingen tot navigator, radio-operator, technici en bommenwerpers, maar ook grondpersoneel, koks en mensen voor de administratie. Tijdens de oorlog kregen 130.000 mensen in Canada een opleiding.
In het begin van de oorlog werd er lesgegeven in de Amerikaanse Boeing PT-27 Kaydets, maar al gauw werd deze vervangen door De Havilland Tiger Moth. De Winton was een van de zes scholen die compleet uit Engeland naar Canada verhuisde. Commandant was Squadron Leader Ron E Watts, hij werd Watty genoemd. Zijn rekruten kwamen uit twintig verschillende landen, niet alleen uit Groot-Brittannië en Canada maar ook uit onder meer België, Nederland, Denemarken, Frankrijk en Polen. Na de basistraining die op De Winton werd gegeven, gingen de leerlingen door naar een gevorderde cursus op een andere school.
Op 4 augustus 1944 vond de laatste nachtvlucht plaats. Drie weken later werd de basis gesloten.
Squadron Leader Watts ontving op 6 augustus 1943 van de Belgische gezant baron Robert Silvercruys het Kruis van Verdienste.